# Jake Paul
Jake Joseph Paul (ur. 17 stycznia 1997 w Cleveland) – amerykański aktor, youtuber i bokser. W latach 2013–2015 zdobył sławę dzięki aplikacji Vine. Od 2013 posiada popularny kanał na YouTube. W latach 2016–2019 grał rolę Dirka w serialu Bizaardvark, amerykańskim sitcomie wytwórni Disney Channel Original Series.
5 stycznia 2023 poinformowano o podpisaniu przez Paula kontraktu z amerykańską organizacją MMA, Professional Fighters League.
26 sierpnia 2023 poinformował o polskim pochodzeniu. 

## Lista walk w boksie
| Wynik     | Bilans | Przeciwnik             | Rozstrzygnięcie | Runda | Czas | Data       | Miejsce                                | Uwagi         |
| --------- | ------ | ---------------------- | --------------- | ----- | ---- | ---------- | -------------------------------------- | ------------- |
| Wygrana   | 12-1   | Julio César Chávez Jr. | UD              | 10    | 3:00 | 28.06.2025 | Anaheim, Honda Center                  | Main Event    |
| Wygrana   | 11-1   | Mike Tyson             | UD              | 8     | 2:00 | 15.11.2024 | Arlington, AT&T Stadium,               | Main Event    |
| Wygrana   | 10-1   | Mike Perry             | TKO             | 6/8   | 1:12 | 20.07.2024 | Tampa, Amalie Arena                    | Main Event    |
| Wygrana   | 9-1    | Ryan Bourland          | TKO             | 1/8   | 2.37 | 02.03.2024 | San Juan, Coliseo Jose Miguel Agrelot, | Co-Main Event |
| Wygrana   | 8-1    | Andre August           | KO              | 1/10  | 2:32 | 15.12.2023 | Orlando, Caribe Royale                 | Main Event    |
| Wygrana   | 7-1    | Nate Diaz              | UD              | 10/10 | 3:00 | 05.08.2023 | Dallas, American Airlines Center       | Main Event    |
| Przegrana | 6-1    | Tommy Fury             | SD              | 8/8   | 3:00 | 26.02.2023 | Ad-Dirijja, Diriyah Arena              | Main Event    |
| Wygrana   | 6-0    | Anderson Silva         | UD              | 8/8   | 3:00 | 29.10.2022 | Phoenix, Gila River Arena              | Main Event    |
| Wygrana   | 5-0    | Tyron Woodley          | KO              | 6/8   | 2:12 | 18.12.2021 | Tampa, Amalie Arena                    | Main Event    |
| Wygrana   | 4-0    | Tyron Woodley          | SD              | 8/8   | 3:00 | 29.08.2021 | Cleveland, Rocket Mortgage FieldHouse  | Main Event    |
| Wygrana   | 3-0    | Ben Askren             | TKO             | 1/8   | 1:10 | 17.04.2021 | Atlanta, Stadion Mercedes-Benz         | Main Event    |
| Wygrana   | 2-0    | Nate Robinson          | KO              | 2/6   | 1:35 | 28.11.2020 | Los Angeles, Staples Center            | Co-Main Event |
| Wygrana   | 1-0    | Ali Eson Gib           | TKO             | 1/6   | 2:21 | 30.01.2020 | Miami, Meridian at Island Gardens      | Co-Main Event |